# Теєтура
Теєтура (рум. Tăietura) — село у повіті Харгіта в Румунії. Входить до складу комуни Муджень.
Село розташоване на відстані 218 км на північ від Бухареста, 47 км на захід від М'єркуря-Чука, 133 км на південний схід від Клуж-Напоки, 78 км на північний захід від Брашова.

## Населення
За даними перепису населення 2002 року у селі проживали 296 осіб, усі — угорці. Усі жителі села рідною мовою назвали угорську.